# Udești, Suceava
Udești (germană Uydestie) este satul de reședință al comunei cu același nume din județul Suceava, Bucovina, România.

## Recensământul din 1930
Componența etnică a satului Udești
     Români (95,8%)
     Altă etnie (4,2%)
Componența confesională a satului Udești
     Ortodocși (97,9%)
     Altă religie (2,1%)
Conform recensământului efectuat în 1930, populația satului Udești se ridica la 2273 locuitori. Majoritatea locuitorilor erau români (95,8%). Alte persoane s-au declarat: germani (2 persoane), polonezi (3 persoane), ruși (9 persoane), ruteni (1 persoană), sârbi\croați\sloveni (1 persoană), cehi\slovaci (1 persoană). Din punct de vedere confesional, majoritatea locuitorilor erau ortodocși (97,9%). Alte persoane au declarat: romano-catolici (5 persoane), adventiști (14 persoane), baptiști (12 persoane), alte religii (16 persoane).

## Personalități
- Eusebiu Camilar (1910-1965), scriitor
- Mircea Motrici (1953 - 2007), reporter radio, jurnalist și scriitor.
- Gavril Rotică (1881-1952), poet
- Ioan Căpreanu (1927-2003), profesor , scriitor

 Acest articol despre o localitate din județul Suceava este deocamdată un ciot. Puteți ajuta Wikipedia prin completarea lui.